# Moïse Rahmani
Moïse Rahmani (* 29. August 1944 in Kairo; † 18. September 2016) war ein belgischer Schriftsteller.

## Leben
Rahmani entstammte einer jüdischen Familie und wurde in Kairo geboren. 1956 zog seine Familie, als er 12 Jahre alt war, in das damalige Belgisch-Kongo, wo eine kleine Kolonie sephardischer Juden bestand. Durch die Kongokrise musste seine Familie das Land verlassen. Seit den 1980er Jahren wohnte Rahmani in Belgien, wo er als Diamantenhändler tätig war. Er gab das Magazin Los Muestros heraus, das Nachrichten für die jüdische Gemeinschaft publiziert. Rahmani schrieb in seinen Werken über die Geschichte und Kultur der sephardischen Juden.

## Werke (Auswahl)
- Les Juifs du soleil, portraits de Sépharades de Belgique
- Rhodes, Un Pan de Notre Mémoire 2000 – eine Widmung an den Geburtsort seiner Großmutter auf der ägaischen Insel Rhodos
- L'Exode oublié, Réfugiés Juifs des pays arabes 2003
- Lettre à un frère
- Tu choisiras le rire Anecdotes, proverbes, superstitions et traditions juives
- Sous le joug du Croissant Juifs en terre d'islam, une minorité opprimée
- Shalom Bwana. La Saga des Juifs du Congo la confiance et l'espoir 2001